# 長尾能景
長尾能景（1464年－1506年10月5日）是越後國的戰國大名。父親是長尾重景。兒子有長尾為景等。上杉謙信的祖父。越後國守護代。

## 概要
在寬正5年（1464年）出生。仕於越後守護上杉房定和房能兩代。在房定死後，掌握著越後的實權，與希望強化守護權力的房能不斷產生對立，但是在名目上仍然保留著守護代的名義。永正元年（1504年），關東管領上杉顯定（房能之兄）在立河原之戰中遭到大敗，於是為了救援顯定而向關東地方出兵，並攻撃已經處於疲弊狀態的扇谷上杉家上杉朝良。
永正3年（1506年），為了與一向一揆戰鬥而向越中國出兵，但是在般若野之戰中戰死，在此戰中被越中守護代神保慶宗背叛。